# مارس المتحدة
مارس المتحدة (بالإنجليزية: Mars, Incorporated)‏ هي شركة أمريكية عالمية لصناعة الشكولاتة والسكاكر، أغذية الحيوانات الأليفة ومنتجات غذائية أخرى بإجمالي مبيعات سنوية قدره 30 مليار دولار في عام 2010 ،ويأتي في المرتبة الخامسة كأكبر شركة قطاع خاص في الولايات المتحدة من قبل مجلة فوربس. ويقع مقرها الرئيس في ولاية فرجينيا، الولايات المتحدة الأمريكية، وهي مملوكة بالكامل من قبل عائلة مارس.

## لمحة تاريخية
تأسست الشركة عام 1911 في ولاية واشنطن الأمريكية مقرها الرئيسي في ولاية فيرجينيا حققت الشركة عوائد بقيمة 25 مليار دولار عام 2007 مؤسسها فرانك مارس الذي باع الشكولاته بعمر 19 سنة عندما علمته امه صنع الحلوى وافتتح أول مصنع عام 1911 بمساعدة زوجته الثانية.

## قراءة إضافية
- Stephen Beckett, Industrial Chocolate Manufacture and Use, Fourth Edition, Wiley-Blackwell, 2008 ISBN 978-1-4051-3949-6.

## وصلات خارجية
- الموقع الرسمي
- Mars local site links
- Masterfoods site
- Symbioscience
- Mars Botanical